# Matt Baker
Pour les articles homonymes, voir Baker.
Matt Baker (né le 10 décembre 1921 dans le comté de Forsyth et mort le 11 août 1959) est un dessinateur de bande dessinée américain de l'« âge d'or des comics ».
Un des premiers Afro-Américains à avoir réussi dans l'industrie du comic book, il a notamment dessiné It Rhymes with Lust, l'une des premières bandes dessinées américaines publiées directement en album, et la série Phantom Lady.

## Biographie
Clarence Matthew Baker naît le 1921 dans le comté de Forsyth, en Caroline du Nord. Orphelin de père en 1925, il s'établit peu après avec sa mère remariée à Pittsburgh, où il étudie jusqu'au lycée. Au début des années 1940 Baker tente de trouver du travail dans l'administration à Washingon DC avant de s'installer à New York, où il est admis aux cours de dessins de Cooper Union. Désireux de vivre du dessin, il parvient grâce à la sensualité de ses « Good Girls (en) » à se faire engager dès qu'il s'y rend par le studio de Jerry Iger et Will Eisner, qui fournissait alors de nombreux éditeurs en bandes dessinées d'aventure.
Sa première publication recensée est une histoire de Sheena, reine de la jungle publiée dans le comic book Jumbo Comics (en) no 69, daté de novembre 1944. Au sein de c titre des éditions Fiction House, Baker devient ensuite le dessinateur attitré de Sky Girl, série d'aviation publiée jusqu'en 1952 mettant en scène une jolie pilote rousse, Ginger Maguire, qui vit diverses aventures une fois démobilisée.
Parallèlement à cette série, Baker travaille pour la plupart des maisons d'édition de l'époque, de Dell à Atlas en passant par Quality ou Harvey. Le plus souvent chargé du dessin et associé à des encreur, il reste spécialisé dans les histoires mettant en scène de séduisantes jeunes femmes, qu'il s'agisse d'aventure ou de romance comics. Son passage sur Phantom Lady de 1947 à 1949 lui vaut ainsi d'être dénoncé par Fredric Wertham dans son ouvrage anti-comics Seduction of the Innocent.
En 1950, il illustre avec l'encreur Ray Osrin (en) la bande dessinée d'espionnage It Rhymes with Lust, écrite par Arnold Drake et Leslie Waller et publiée directement en album par St. John ; bien que cette publication similaire à des petits formats français ou des fumettis italien n'ait pas en de succès, elle vaut aujourd'hui à Baker d'être considéré comme un des précurseurs du graphic novel.
En 1951, il crée Canteen Kate, une série mélangeant comédie, romance et enquêtes, qui met en scène une jeune femme travaillant pour l'armée.
Après la mise en place en 1954 de la Comics Code Authority, l'activité de Baker décroit mais il continue à publier régulièrement et dans divers styles pour de nombreuses maisons d'édition. Il meurt d'une crise cardiaque en 1960 à 37 ans.
Redécouvert dans les années 2000, Baker est inscrit à titre posthume au temple de la renommée Will Eisner en 2009.